# Dylan Horton
Dylan Samuel Horton (Frisco, 21 agosto 2000) è un giocatore di football americano statunitense che milita nel ruolo di defensive end per gli Houston Texans della National Football League (NFL).

## Carriera

### Houston Texans
Horton al college giocò a football all'Università del Nuovo Messico (2018-2019) e a TCU (2020-2022). Fu scelto nel corso del quarto giro (109º assoluto) nel Draft NFL 2023 dagli Houston Texans. Debuttò come professionista nella gara del primo turno contro i Baltimore Ravens facendo registrare un quarterback hit.